# Фишбёдле
Фишбёдле (от нем. fisch — рыба, boedle — болотистая низина) — небольшое озеро в Гранд-Эсте в горном массиве Вогезы в долине Вормса. Озеро ледникового происхождения. Площадь поверхности — 0,0005 км². Высота над уровнем моря — 794 м.
По берегам озера проходят маршруты пеших туров, организованных Вогезским клубом пешего туризма.
Около 1850 года принадлежало владельцу фабрики Жаку Артману, который разводил в нём рыбу.